# Georges Mandjeck
Georges Mandjeck (Douala, 9 dicembre 1988) è un calciatore camerunese, centrocampista dell'Ironi K. Shmona.

## Caratteristiche tecniche
Mediano, può essere impiegato anche come difensore centrale.

## Carriera

### Club

#### Inizi
Cresciuto nelle file della Kadji Sports Academy, nell'estate 2007 si è trasferito allo Stoccarda, club con cui ha firmato un contratto triennale. Il debutto con lo Stoccarda è avvenuto il 25 luglio 2007, in Stoccarda-Bayern Monaco (0-2), semifinale della DFL-Ligapokal 2007. Il 30 gennaio 2008 si è trasferito in prestito secco al Kaiserslautern. Rientrato dal prestito, ha militato nelle file dello Stoccarda per una stagione, totalizzando appena 6 presenze. L'11 luglio 2009 si è trasferito in prestito stagionale al Kaiserslautern.

#### Dal Rennes al Metz
Il 29 giugno 2010 è stato ufficializzato il suo trasferimento in Francia, al Rennes. Con il club rossonero ha firmato un contratto quadriennale. Ha debuttato in Ligue 1 il 7 agosto 2010, in Rennes-Lilla (1-1), subentrando a Sylvain Marveaux al minuto 64. Dopo una stagione e mezzo nelle file del Rennes, il 30 gennaio 2012 si è trasferito a titolo definitivo all'Auxerre. Nel giugno 2013 ha rescisso il proprio contratto con l'Auxerre e si è trasferito in Turchia, al K. Erciyesspor. Dopo due stagioni in Turchia, il 31 agosto 2015 è passato al Metz.

#### Dallo Sparta Praga al Waasland-Beveren
Il 20 luglio 2017 si è trasferito allo Sparta Praga. L'11 gennaio 2018 si è trasferito in prestito fino al termine della stagione al Metz, tornando così nel club francese dopo appena sei mesi. Rientrato allo Sparta Praga, il 24 luglio 2018 si è trasferito in prestito per una stagione al Maccabi Haifa. Rientrato allo Sparta Praga nel 2019, ha militato nelle file del club ceco fino al 2020, totalizzando 16 presenze in campionato. Il 29 settembre 2020 è passato al Waasland-Beveren, club belga. Il 27 aprile 2021 ha risolto il proprio contratto.

#### Ultimi anni
Rimasto svincolato, l'8 luglio 2021 è stato ingaggiato dal Kocaelispor. Il 3 luglio 2022 è stato ufficializzato il suo trasferimento al Nea Salamis, club cipriota. Al termine della stagione è rimasto svincolato. Il 22 novembre 2023 è stato ingaggiato dall'Ironi K. Shmona.

### Nazionale
Ha debuttato in Nazionale maggiore il 14 ottobre 2009, nell'amichevole Angola-Camerun (0-0). Ha partecipato, con la Nazionale camerunense, ai Mondiali 2010, alla FIFA Confederations Cup 2017, alla Coppa d'Africa 2010, 2015, 2017 e 2019.

## Statistiche

### Presenze e reti nei club
Statistiche aggiornate al 3 maggio 2024.
| Stagione              | Squadra               | Campionato            | Campionato | Campionato | Coppe nazionali | Coppe nazionali | Coppe nazionali | Coppe continentali | Coppe continentali | Coppe continentali | Altre coppe | Altre coppe | Altre coppe | Totale | Totale | Totale |
| Stagione              | Squadra               | Comp                  | Pres       | Reti       | Comp            | Pres            | Reti            | Comp               | Pres               | Reti               | Comp        | Pres        | Reti        | Pres   | Reti   |        |
| --------------------- | --------------------- | --------------------- | ---------- | ---------- | --------------- | --------------- | --------------- | ------------------ | ------------------ | ------------------ | ----------- | ----------- | ----------- | ------ | ------ | ------ |
| 2007-gen. 2008        | Stoccarda             | BL                    | 0          | 0          | DFBP            | 0               | 0               | CL                 | 0                  | 0                  | DFLL        | 1           | 0           | 1      | 0      |        |
| gen.-giu. 2008        | Kaiserslautern        | 2BL                   | 10         | 0          | DFBP            | 0               | 0               | -                  | -                  | -                  | -           | -           | -           | 10     | 0      |        |
| 2008-2009             | Stoccarda             | BL                    | 3          | 0          | DFBP            | 1               | 0               | UEFA               | 2                  | 0                  | -           | -           | -           | 6      | 0      |        |
| 2009-2010             | Kaiserslautern        | 2BL                   | 31         | 0          | DFBP            | 3               | 0               | -                  | -                  | -                  | -           | -           | -           | 34     | 0      |        |
| 2010-2011             | Rennes                | L1                    | 22         | 0          | CF+CDLL         | 1+1             | 0+0             | -                  | -                  | -                  | -           | -           | -           | 24     | 0      |        |
| 2011-2012             | Rennes                | L1                    | 12         | 0          | CF+CDLL         | 0+1             | 0+0             | EL                 | 4                  | 1                  | -           | -           | -           | 17     | 1      |        |
| Totale Rennes         | Totale Rennes         | Totale Rennes         | 34         | 0          |                 | 3               | 0               |                    | 4                  | 1                  |             | -           | -           | 41     | 1      |        |
| gen.-giu. 2012        | Auxerre               | L1                    | 15         | 0          | CF+CDLL         | 0+0             | 0+0             | -                  | -                  | -                  | -           | -           | -           | 15     | 0      |        |
| 2012-2013             | Auxerre               | L2                    | 27         | 0          | CF+CDLL         | 0+4             | 0+1             | -                  | -                  | -                  | -           | -           | -           | 31     | 1      |        |
| Totale Auxerre        | Totale Auxerre        | Totale Auxerre        | 42         | 0          |                 | 4               | 1               |                    | -                  | -                  |             | -           | -           | 46     | 1      |        |
| 2013-2014             | K. Erciyesspor        | SL                    | 24         | 1          | TK              | 1               | 0               | -                  | -                  | -                  | -           | -           | -           | 25     | 1      |        |
| 2014-2015             | K. Erciyesspor        | SL                    | 12         | 0          | TK              | 0               | 0               | -                  | -                  | -                  | -           | -           | -           | 12     | 0      |        |
| Totale K. Erciyesspor | Totale K. Erciyesspor | Totale K. Erciyesspor | 36         | 1          |                 | 1               | 0               |                    | -                  | -                  |             | -           | -           | 37     | 1      |        |
| 2015-2016             | Metz                  | L2                    | 27         | 0          | CF+CDLL         | 1+0             | 0+0             | -                  | -                  | -                  | -           | -           | -           | 28     | 0      |        |
| 2016-2017             | Metz                  | L1                    | 29         | 3          | CF+CDLL         | 0+1             | 0+0             | -                  | -                  | -                  | -           | -           | -           | 30     | 3      |        |
| Totale Metz           | Totale Metz           | Totale Metz           | 56         | 3          |                 | 2               | 0               |                    | -                  | -                  |             | -           | -           | 58     | 3      |        |
| 2017-gen. 2018        | Sparta Praga          | 1L                    | 10         | 0          | PFACR           | 1               | 0               | EL                 | 2                  | 0                  | -           | -           | -           | 13     | 0      |        |
| gen.-giu. 2018        | Metz                  | L1                    | 14         | 0          | CF+CDLL         | 0+0             | 0+0             | -                  | -                  | -                  | -           | -           | -           | 14     | 0      |        |
| 2018-2019             | Maccabi Haifa         | LJ                    | 32         | 5          | GHM             | 0               | 0               | -                  | -                  | -                  | CT          | 3           | 0           | 9      | 0      |        |
| 2019-2020             | Sparta Praga          | 1L                    | 16         | 0          | PFACR           | 1               | 0               | EL                 | 1                  | 0                  | -           | -           | -           | 18     | 0      |        |
| 2020-apr. 2021        | Waasland-Beveren      | PL                    | 16         | 0          | CB              | 0               | 0               | -                  | -                  | -                  | -           | -           | -           | 16     | 0      |        |
| 2021-2022             | Kocaelispor           | SL                    | 29         | 0          | TK              | 1               | 0               | -                  | -                  | -                  | -           | -           | -           | 30     | 0      |        |
| 2022-2023             | Nea Salamis           | AK                    | 31         | 0          | KK              | 3               | 0               | -                  | -                  | -                  | -           | -           | -           | 34     | 0      |        |
| nov. 2023-2024        | Ironi K. Shmona       | LL                    | 17         | 2          | GHM             | 1               | 0               | -                  | -                  | -                  | -           | -           | -           | 18     | 2      |        |
| Totale carriera       | Totale carriera       | Totale carriera       | 377        | 11         |                 | 21              | 1               |                    | 9                  | 1                  |             | 4           | 0           | 411    | 13     |        |

### Cronologia presenze e reti in Nazionale
| Cronologia completa delle presenze e delle reti in nazionale ― Camerun | Cronologia completa delle presenze e delle reti in nazionale ― Camerun | Cronologia completa delle presenze e delle reti in nazionale ― Camerun | Cronologia completa delle presenze e delle reti in nazionale ― Camerun | Cronologia completa delle presenze e delle reti in nazionale ― Camerun | Cronologia completa delle presenze e delle reti in nazionale ― Camerun | Cronologia completa delle presenze e delle reti in nazionale ― Camerun | Cronologia completa delle presenze e delle reti in nazionale ― Camerun |
| Data                                                                   | Città                                                                  | In casa                                                                | Risultato                                                              | Ospiti                                                                 | Competizione                                                           | Reti                                                                   | Note                                                                   |
| ---------------------------------------------------------------------- | ---------------------------------------------------------------------- | ---------------------------------------------------------------------- | ---------------------------------------------------------------------- | ---------------------------------------------------------------------- | ---------------------------------------------------------------------- | ---------------------------------------------------------------------- | ---------------------------------------------------------------------- |
| 14-10-2009                                                             | Olhão                                                                  | Angola                                                                 | 0 – 0                                                                  | Camerun                                                                | Amichevole                                                             | -                                                                      | 46’                                                                    |
| 21-1-2010                                                              | Lubango                                                                | Camerun                                                                | 2 – 2                                                                  | Tunisia                                                                | Coppa d'Africa 2010 - 1º turno                                         | -                                                                      |                                                                        |
| 25-1-2010                                                              | Benguela                                                               | Egitto                                                                 | 3 – 1 dts                                                              | Camerun                                                                | Coppa d'Africa 2010 - Quarti di finale                                 | -                                                                      | 51’                                                                    |
| 3-3-2010                                                               | Monaco                                                                 | Italia                                                                 | 0 – 0                                                                  | Camerun                                                                | Amichevole                                                             | -                                                                      |                                                                        |
| 25-5-2010                                                              | Linz                                                                   | Georgia                                                                | 0 – 0                                                                  | Camerun                                                                | Amichevole                                                             | -                                                                      | 46’                                                                    |
| 29-5-2010                                                              | Klagenfurt                                                             | Slovacchia                                                             | 1 – 1                                                                  | Camerun                                                                | Amichevole                                                             | -                                                                      | 46’                                                                    |
| 1-6-2010                                                               | Covilhã                                                                | Portogallo                                                             | 3 – 1                                                                  | Camerun                                                                | Amichevole                                                             | -                                                                      |                                                                        |
| 5-6-2010                                                               | Belgrado                                                               | Serbia                                                                 | 4 – 3                                                                  | Camerun                                                                | Amichevole                                                             | -                                                                      | 47’                                                                    |
| 11-8-2010                                                              | Stettino                                                               | Polonia                                                                | 0 – 3                                                                  | Camerun                                                                | Amichevole                                                             | -                                                                      | 70’                                                                    |
| 9-10-2010                                                              | Garoua                                                                 | Camerun                                                                | 1 – 1                                                                  | RD del Congo                                                           | Qual. Coppa d'Africa 2012                                              | -                                                                      | 83’                                                                    |
| 26-3-2011                                                              | Dakar                                                                  | Senegal                                                                | 1 – 0                                                                  | Camerun                                                                | Qual. Coppa d'Africa 2012                                              | -                                                                      | 87’                                                                    |
| 11-11-2011                                                             | Marrakech                                                              | Camerun                                                                | 3 – 1                                                                  | Sudan                                                                  | Amichevole                                                             | -                                                                      | 20’                                                                    |
| 29-2-2012                                                              | Bissau                                                                 | Guinea-Bissau                                                          | 0 – 1                                                                  | Camerun                                                                | Qual. Coppa d'Africa 2013                                              | -                                                                      | 71’                                                                    |
| 26-5-2012                                                              | Amanvillers                                                            | Guinea                                                                 | 1 – 2                                                                  | Camerun                                                                | Amichevole                                                             | -                                                                      |                                                                        |
| 2-6-2012                                                               | Yaoundé                                                                | Camerun                                                                | 1 – 0                                                                  | RD del Congo                                                           | Qual. Mondiali 2014                                                    | -                                                                      |                                                                        |
| 10-6-2012                                                              | Sfax                                                                   | Libia                                                                  | 2 – 1                                                                  | Camerun                                                                | Qual. Mondiali 2014                                                    | -                                                                      |                                                                        |
| 16-6-2012                                                              | Yaoundé                                                                | Camerun                                                                | 1 – 0                                                                  | Guinea-Bissau                                                          | Qual. Coppa d'Africa 2013                                              | -                                                                      |                                                                        |
| 8-9-2012                                                               | Praia                                                                  | Capo Verde                                                             | 2 – 0                                                                  | Camerun                                                                | Qual. Coppa d'Africa 2013                                              | -                                                                      | 59’                                                                    |
| 6-9-2014                                                               | Kinshasa                                                               | RD del Congo                                                           | 0 – 2                                                                  | Camerun                                                                | Qual. Coppa d'Africa 2015                                              | -                                                                      | 73’                                                                    |
| 10-9-2014                                                              | Yaoundé                                                                | Camerun                                                                | 4 – 1                                                                  | Costa d'Avorio                                                         | Qual. Coppa d'Africa 2015                                              | -                                                                      |                                                                        |
| 10-10-2014                                                             | Yaoundé                                                                | Sierra Leone                                                           | 0 – 0                                                                  | Camerun                                                                | Qual. Coppa d'Africa 2015                                              | -                                                                      | 86’                                                                    |
| 15-10-2014                                                             | Yaoundé                                                                | Camerun                                                                | 2 – 0                                                                  | Sierra Leone                                                           | Qual. Coppa d'Africa 2015                                              | -                                                                      |                                                                        |
| 15-11-2014                                                             | Yaoundé                                                                | Camerun                                                                | 1 – 0                                                                  | RD del Congo                                                           | Qual. Coppa d'Africa 2015                                              | -                                                                      |                                                                        |
| 19-11-2014                                                             | Abidjan                                                                | Costa d'Avorio                                                         | 0 – 0                                                                  | Camerun                                                                | Qual. Coppa d'Africa 2015                                              | -                                                                      | 34’                                                                    |
| 7-1-2015                                                               | Yaoundé                                                                | Camerun                                                                | 1 – 1                                                                  | RD del Congo                                                           | Amichevole                                                             | -                                                                      | 55’                                                                    |
| 10-1-2015                                                              | Libreville                                                             | Camerun                                                                | 1 – 1                                                                  | Sudafrica                                                              | Amichevole                                                             | -                                                                      | 22’ 70’                                                                |
| 28-1-2015                                                              | Malabo                                                                 | Costa d'Avorio                                                         | 1 – 0                                                                  | Camerun                                                                | Coppa d'Africa 2015 - 1º turno                                         | -                                                                      |                                                                        |
| 26-3-2016                                                              | Limbe                                                                  | Camerun                                                                | 2 – 2                                                                  | Sudafrica                                                              | Qual. Coppa d'Africa 2017                                              | -                                                                      | 46’                                                                    |
| 30-5-2016                                                              | Nantes                                                                 | Francia                                                                | 3 – 2                                                                  | Camerun                                                                | Amichevole                                                             | -                                                                      | 70’                                                                    |
| 5-1-2017                                                               | Yaoundé                                                                | Camerun                                                                | 2 – 0                                                                  | RD del Congo                                                           | Amichevole                                                             | -                                                                      | 19’                                                                    |
| 10-1-2017                                                              | Yaoundé                                                                | Camerun                                                                | 1 – 1                                                                  | Zimbabwe                                                               | Amichevole                                                             | -                                                                      | 46’                                                                    |
| 14-1-2017                                                              | Libreville                                                             | Burkina Faso                                                           | 1 – 1                                                                  | Camerun                                                                | Coppa d'Africa 2017 - 1º turno                                         | -                                                                      | 56’                                                                    |
| 18-1-2017                                                              | Libreville                                                             | Camerun                                                                | 2 – 1                                                                  | Guinea-Bissau                                                          | Coppa d'Africa 2017 - 1º turno                                         | -                                                                      | 23’ 65’                                                                |
| 28-1-2017                                                              | Libreville                                                             | Senegal                                                                | 0 – 0 dts (4 – 5 dtr)                                                  | Camerun                                                                | Coppa d'Africa 2017 - Quarti di finale                                 | -                                                                      | 102’                                                                   |
| 2-2-2017                                                               | Franceville                                                            | Camerun                                                                | 2 – 0                                                                  | Ghana                                                                  | Coppa d'Africa 2017 - Semifinale                                       | -                                                                      | 77’                                                                    |
| 5-2-2017                                                               | Libreville                                                             | Egitto                                                                 | 1 – 2                                                                  | Camerun                                                                | Coppa d'Africa 2017 - Finale                                           | -                                                                      | 90’                                                                    |
| 24-3-2017                                                              | Radès                                                                  | Tunisia                                                                | 0 – 1                                                                  | Camerun                                                                | Amichevole                                                             | -                                                                      | 63’                                                                    |
| 28-3-2017                                                              | Bruxelles                                                              | Camerun                                                                | 1 – 2                                                                  | Guinea                                                                 | Amichevole                                                             | -                                                                      | 56’ 65’                                                                |
| 10-6-2017                                                              | Yaoundé                                                                | Camerun                                                                | 1 – 0                                                                  | Marocco                                                                | Qual. Mondiali 2018                                                    | -                                                                      | 75’                                                                    |
| 13-6-2017                                                              | Getafe                                                                 | Camerun                                                                | 0 – 4                                                                  | Colombia                                                               | Amichevole                                                             | -                                                                      |                                                                        |
| 18-6-2017                                                              | Mosca                                                                  | Camerun                                                                | 0 – 2                                                                  | Cile                                                                   | Conf. Cup 2017 - 1º turno                                              | -                                                                      | 89’                                                                    |
| 7-10-2017                                                              | Yaoundé                                                                | Camerun                                                                | 2 – 0                                                                  | Algeria                                                                | Qual. Mondiali 2018                                                    | -                                                                      | 73’                                                                    |
| 25-3-2018                                                              | Madinat al-Kuwait                                                      | Kuwait                                                                 | 1 – 3                                                                  | Camerun                                                                | Amichevole                                                             | -                                                                      | 73’                                                                    |
| 8-9-2018                                                               | Mitsamiouli                                                            | Comore                                                                 | 1 – 1                                                                  | Camerun                                                                | Qual. Coppa d'Africa 2019                                              | -                                                                      | 71’                                                                    |
| 16-10-2018                                                             | Blantyre                                                               | Malawi                                                                 | 0 – 0                                                                  | Camerun                                                                | Qual. Coppa d'Africa 2019                                              | -                                                                      | cap.                                                                   |
| 16-11-2018                                                             | Casablanca                                                             | Marocco                                                                | 2 – 0                                                                  | Camerun                                                                | Qual. Coppa d'Africa 2019                                              | -                                                                      | 67’                                                                    |
| 20-11-2018                                                             | Milton Keynes                                                          | Brasile                                                                | 1 – 0                                                                  | Camerun                                                                | Amichevole                                                             | -                                                                      | 19’                                                                    |
| 23-3-2019                                                              | Yaoundé                                                                | Camerun                                                                | 3 – 0                                                                  | Comore                                                                 | Qual. Coppa d'Africa 2019                                              | -                                                                      | 68’                                                                    |
| 14-6-2019                                                              | Al Wakrah                                                              | Camerun                                                                | 1 – 1                                                                  | Mali                                                                   | Amichevole                                                             | -                                                                      | 73’                                                                    |
| 25-6-2019                                                              | Ismailia                                                               | Camerun                                                                | 2 – 0                                                                  | Guinea-Bissau                                                          | Coppa d'Africa 2019 - 1º turno                                         | -                                                                      |                                                                        |
| 29-6-2019                                                              | Ismailia                                                               | Camerun                                                                | 0 – 0                                                                  | Ghana                                                                  | Coppa d'Africa 2019 - 1º turno                                         | -                                                                      | cap.                                                                   |
| 6-7-2019                                                               | Alessandria d'Egitto                                                   | Nigeria                                                                | 3 – 2                                                                  | Camerun                                                                | Coppa d'Africa 2019 - Ottavi di finale                                 | -                                                                      | 52’ 62’                                                                |
| 23-9-2022                                                              | Goyang                                                                 | Camerun                                                                | 0 – 2                                                                  | Uzbekistan                                                             | Amichevole                                                             | -                                                                      | 62’                                                                    |
| Totale                                                                 |                                                                        | Presenze                                                               | 53                                                                     |                                                                        | Reti                                                                   | 0                                                                      |                                                                        |

## Palmarès

### Club

#### Competizioni nazionali
- Campionato tedesco di seconda divisione: 1

Kaiserslautern: 2009-2010

### Nazionale
- Coppa d'Africa: 1

Gabon 2017